# Иконникова, Александра Гавриловна
Александра Гавриловна Иконникова (4 сентября 1925 — 28 сентября  2017, Таганрог) — российский педагог, директор таганрогской средней школы № 2 им. А. П. Чехова (1972—1982).

## Биография
Трудовую деятельность начала в 1945 году учителем истории. Более 13 лет была в Таганроге на партийной и советской работе: сначала инструктором отдела пропаганды и агитации Таганрогского горкома партии, с 1958 по 1962 годы — секретарём Ленинского райкома партии, с 1963 по 1970 годы — заместителем председателя Городского Совета депутатов.
В 1970 году была назначена директором новой строящейся таганрогской средней школы № 22. 
В 1972 году возглавила таганрогскую среднюю школу № 2 им. А. П. Чехова. На период руководства школой (1972—1982) пришлось строительство нового здания школы и её переход в 1975 году из исторического здания чеховской гимназии.